# Моралес, Педро (футболист)
Пе́дро Андре́с Мора́лес Фло́рес (исп. Pedro Andres Morales Flores; 25 мая 1985, Уальпен) — чилийский футболист, полузащитник.

## Клубная карьера

### Ранняя карьера
Выступал за молодёжную команду «Уачипато». В этой команде и начал профессиональную карьеру. Летом 2007 года перешёл в «Универсидад де Чили» за 300 тысяч евро. В команде играл вместе с известным чилийским игроком Марсело Саласом. Всего за «Универсидад» провёл 40 матчей и забил 15 мячей.

### «Динамо» (Загреб)
В июне 2008 года перешёл в загребское «Динамо», подписав пятилетний контракт. Трансфер «Динамо» обошёлся в 1 600 000 евро. Педро Моралеса подписали как своеобразную замену Луке Модричу, который перешёл в английский «Тоттенхэм Хотспур». В команде дебютировал 27 июля 2008 года в матче против «Риеки» (2:0).
Также вместе с командой Моралес участвовал в квалификации к Лиге чемпионов. Сначала синие обыграли североирландский «Линфилд» и словенский «Домжале». Но в следующем раунде «Динамо» проиграло донецкому «Шахтёру». Оба матча «Динамо» проиграло, первый гостевой (2:0) и домашний (1:3). Моралес провёл оба матча.
После того как «Динамо» вылетело из Лиги Чемпионов клуб начал выступления в Кубке УЕФА. В первом раунде «Динамо» обыграло чешскую «Спарту». Первый матч на Максимире закончился ничьей (0:0), Моралес начал матч в основе но на 85-й минуте был заменён на Деяна Ловрена. Второй матч также закончился ничьей (3:3), Моралес забил первый гол на 17-й минуте, на 85-й минуте он был заменён на Мирко Хрговича. За счёт голов на выезде «Динамо» пробилась в групповой турнир. В группе «Динамо» заняло последние 5-е место уступив московскому «Спартаку», голландскому НЕКу, английскому «Тоттенхэму» и итальянскому «Удинезе». В групповом раунде Моралес провёл 3 матча.
Чемпионат Хорватии 2008/09 «Динамо» выиграло, Педро провёл 21 матч и забил 7 голов. Один из самых лучших матчей в чемпионате Педро Моралес провёл 9 ноября 2008 года против «Кроации Сесвете» (6:1), тогда он сделал хет-трик. В этом же сезоне «Динамо» выиграло Кубок Хорватии, в финале обыграв извечного соперника сплитский «Хайдук».
В июне 2009 года появилась информация что Моралес заболел свиным гриппом.
В январе 2012 года Моралес вернулся в «Универсидад де Чили».

### «Малага»
В январе 2013 года Педро перешёл в испанскую «Малагу». Контракт был подписан на полгода с возможностью продления на два года. 9 марта в матче против «Вальядолида» он дебютировал в Ла Лиге, заменив во втором тайме Лукаса Пиазона. 30 марта в поединке против «Райо Вальекано» Моралес забил свой первый гол за клуб.

## Карьера в сборной
В составе молодёжной сборной Чили выступал на молодёжном чемпионате мира до 20 лет летом 2005 года в Голландии. В группе Чили заняло 3 место уступив Марокко и Испании и опередив Гондурас. В матче против Гондураса (0:7), Моралес отметился забитым голом. В 1/8 финала Чили уступило хозяевам голландцам (0:3). Всего на мундиале Моралес провёл все 4 матча, выходя на замены.
В национальной сборной Чили дебютировал 16 мая 2007 года в матче против Кубы. В январе 2008 года был вызван в сборную Чили, тренером Марсело Бьелса. Провёл 2 матча в товарищеских матчах против Южной Кореи (1:0) и Японии (0:0).
Через месяц Моралес был вызван на престижный молодёжный турнир Тулон во Франции. Сборная Чили дошла до финала где проиграла Италии. Моралес на турнире забил 2 гола Японии и Кот-д’Ивуару. В июне 2008 года сыграл в двух важных матчах к отбору на чемпионат мира 2010 в ЮАР против Боливии (0:2) и Венесуэлы (2:3). Чили успешно выступила в отборочном раунде и вышла на чемпионат мира, в группе заняв 2 место и среди прочих обогнав сборную Аргентины.

### Голы за сборную Чили
| №   | Дата            | Место                           | Противник         | Счёт | Результат | Соревнование      |
| --- | --------------- | ------------------------------- | ----------------- | ---- | --------- | ----------------- |
| 01. | 5 мая 2010      | Терра де Кампионес, Икике, Чили | Тринидад и Тобаго | 1:0  | 2:0       | Товарищеский матч |
| 02. | 9 октября 2010  | Шейх Зайед, Абу-Даби, ОАЭ       | ОАЭ               | 0:2  | 0:2       | Товарищеский матч |
| 03. | 12 октября 2010 | Султан Кобос, Маскат, Оман      | Оман              | 0:1  | 0:1       | Товарищеский матч |

## Достижения
- Чемпион Хорватии (3): 2008/09, 2009/10, 2010/11
- Обладатель Кубка Хорватии (1): 2008/09
- Обладатель Суперкубка Хорватии (1): 2010